# Egogepa zosta
Egogepa zosta är en fjärilsart som beskrevs av Józef Razowski 1977. Egogepa zosta ingår i släktet Egogepa och familjen vecklare. Inga underarter finns listade i Catalogue of Life.